# Medaille für Verdienste in der Energiewirtschaft der Deutschen Demokratischen Republik

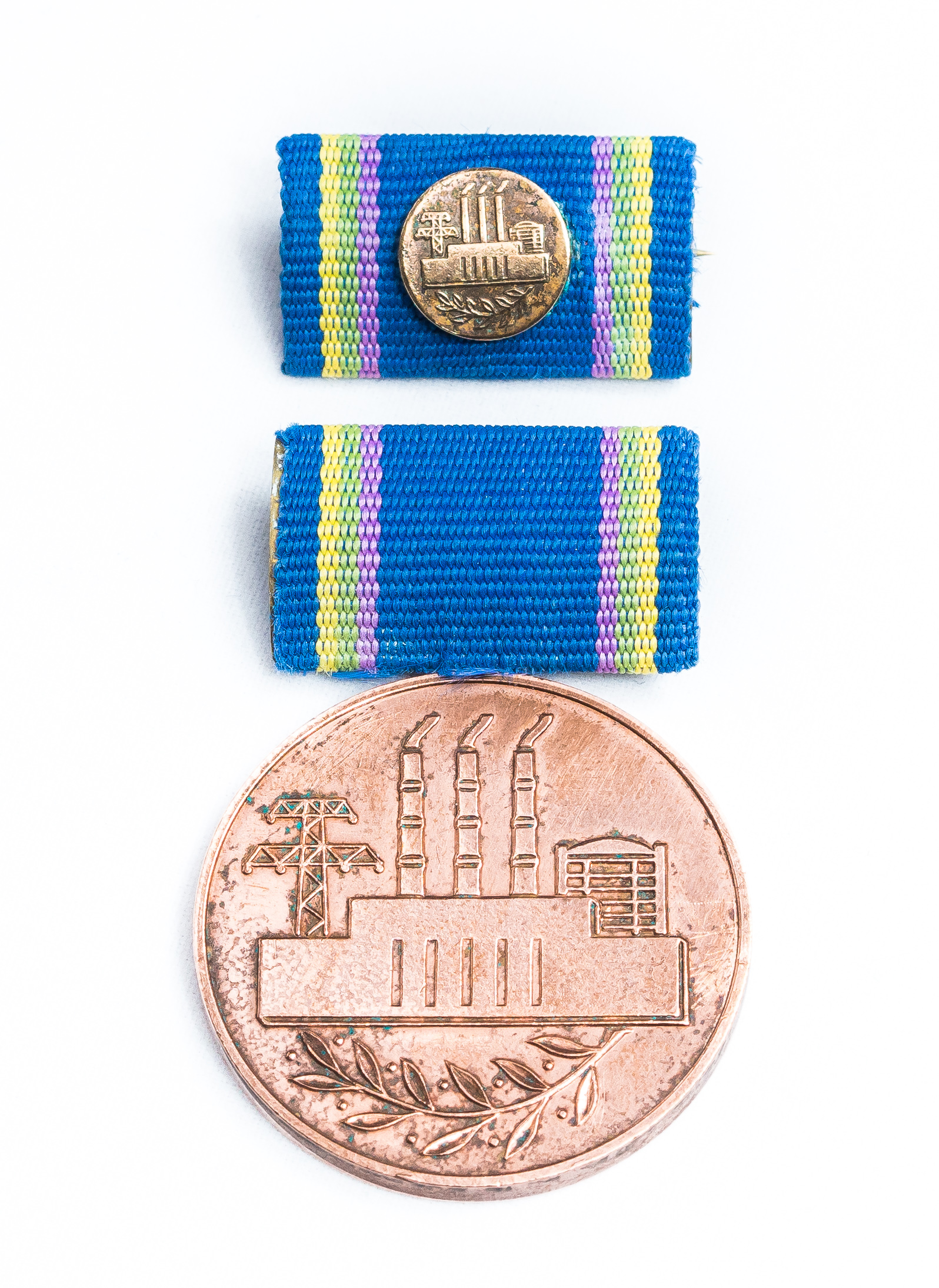
Medaille für Verdienste in der Energiewirtschaft der DDR in Bronze an der Spange und mit Interimsspange

 Die Medaille für Verdienste in der Energiewirtschaft der Deutschen Demokratischen Republik war eine staatliche Auszeichnung  der Deutschen Demokratischen Republik (DDR), welche in Form einer tragbaren Medaille verliehen wurde.

## Geschichte
Die Medaille wurde am 6. April 1971 in drei Stufen (Bronze, Silber, Gold) gestiftet. Die Verleihung erfolgte nach einer bestimmten zurückgelegten Anzahl von Dienstjahren. Im Einzelnen hieß das:
- für 40-jährige Dienstzeit in Gold
- für 25-jährige Dienstzeit in Silber
- für 15-jährige Dienstzeit in Bronze.

Ihre Verleihung erfolgte an alle Angehörigen der Energiewirtschaft für langjährige Zugehörigkeit und hervorragende Leistungen auf diesem Gebiet. Für herausragende Leistungen, die zur Sicherung der volkswirtschaftlichen Aufgaben der Energiewirtschaft geführt hatten, konnte die Medaille auch vor Erreichen der eigentlichen Dienstzeit vorab verliehen werden.

## Aussehen und Tragweise
Die bronzene, versilberte oder vergoldete Medaille mit einem Durchmesser von 32 mm zeigt auf ihrem Avers mittig die Darstellung eines stilisierten Kraftwerkes mit drei dahinter liegenden qualmenden Schloten. Rechts davon ein Gasometer und links ein Freileitungsmast. Darunter mittig ein gebogener Lorbeerzweig. Das Revers der Medaille zeigt dagegen die erhaben geprägte fünfzeilige Inschrift: MEDAILLE / FÜR VERDIENSTE / IN DER / ENERGIEWIRTSCHAFT / DER DDR, wobei die beiden ersten Zeilen kursiv geprägt worden. Getragen wurde die Medaille an einer 24 × 13 mm großen blau bezogenen Spange, in dessen sich zwei senkrechte und 3 mm breite gelbgrünrosa Mittelstreifen eingewebt sind, die 2,5 mm vom Saum entfernt sind an der linken oberen Brustseite. Die Interimsspange ist von gleicher Beschaffenheit und zeigt zusätzlich mittig die aufgesetzte 10 mm große Miniatur des Avers der Medaille.